# Hamlet (Nebraska)
Hamlet è un comune degli Stati Uniti d'America, situato nello Stato del Nebraska, nella Contea di Hayes.